# Éva Schmitt
Éva Schmitt (* 3. August 1940 in Budapest) ist eine ungarische Badmintonspielerin. 

## Karriere
Éva Schmitt wurde 1964 ungarische Meisterin im Damendoppel gemeinsam mit Éva Szűcs. Im gleichen Jahr war sie auch erstmals mit ihrem Team bei den ungarischen Mannschaftsmeisterschaften erfolgreich. Weitere Titelgewinne mit der Mannschaft folgten 1965 und 1966.

## Sportliche Erfolge
| Saison | Veranstaltung                    | Disziplin   | Platz | Name                    |
| ------ | -------------------------------- | ----------- | ----- | ----------------------- |
| 1964   | Ungarn: Einzelmeisterschaften    | Damendoppel | 1     | Éva Szűcs / Éva Schmitt |
| 1964   | Ungarn: Mannschaftsmeisterschaft | Mannschaft  | 1     | ÉVITERV SC              |
| 1965   | Ungarn: Mannschaftsmeisterschaft | Mannschaft  | 1     | ÉVITERV SC              |
| 1966   | Ungarn: Mannschaftsmeisterschaft | Mannschaft  | 1     | ÉVITERV SC              |

## Referenzen
- Ki kicsoda a magyar sportéletben? Band 3 (S–Z). Szekszárd, Babits Kiadó, 1995. ISBN 963-495-014-0

| Personendaten    | Personendaten                 |
| ---------------- | ----------------------------- |
| NAME             | Schmitt, Éva                  |
| KURZBESCHREIBUNG | ungarische Badmintonspielerin |
| GEBURTSDATUM     | 3. August 1940                |
| GEBURTSORT       | Budapest                      |